# عبدالله سهرابی (نماینده مجلس)
عبدالله سهرابی (زادهٔ ۱۳۴۳ در مریوان) نمایندهٔ حوزهٔ انتخابیهٔ مریوان در دورهٔ ششم مجلس شورای اسلامی بوده‌است.